# Sara Simeoni
Sara Simeoni (* 19. April 1953 in Rivoli Veronese) ist eine ehemalige italienische Leichtathletin. Sie gehörte Ende der 1970er und Anfang der 1980er Jahre zu den besten Hochspringerinnen der Welt. 1980 wurde sie in Moskau Olympiasiegerin in dieser Disziplin.

## Leben und Karriere
Simeoni begann bereits im Kindesalter mit der Leichtathletik. Ende der 1960er übernahm sie als eine der ersten Hochspringerinnen den vom US-Amerikaner Dick Fosbury kreierten Fosbury-Flop. Ihr Trainer und späterer Ehemann Erminio Azzaro, selbst Hochspringer, führte sie 1970 zu ihrer ersten italienischen Meisterschaft. 23 weitere folgten bis 1985.
Ihren ersten internationalen Erfolg feierte Simeoni 1974 bei den Europameisterschaften in Rom, wo sie die Bronzemedaille gewann. Zwei Jahre später errang sie bei den Olympischen Spielen in Montreal hinter der für die DDR startenden Weltrekordhalterin Rosemarie Ackermann die Silbermedaille.
Den Zenit ihres Leistungsvermögens erreichte Simeoni in der Saison 1978. Im Vorfeld der Europameisterschaften verbesserte sie bei einem Sportfest in Brescia den ein Jahr alten Weltrekord von Ackermann um einen Zentimeter auf 2,01 Meter. Die gleiche Höhe übersprang sie bei den Titelkämpfen in Prag und wurde Europameisterin.
Der sportlich größte Erfolg ihrer Karriere gelang ihr 1980, als sie bei den Olympischen Spielen in Moskau mit der Höhe von 1,97 m Olympiasiegerin wurde. Zwei weitere internationale Medaillen folgten 1982 mit Bronze bei den Europameisterschaften und 1984 mit Silber bei den Olympischen Spielen in Los Angeles.
Nach den Europameisterschaften 1986, bei der sie bereits im Vorkampf ausschied, beendete Simeoni ihre Karriere.

## Auszeichnungen
- Italiens Sportlerin des Jahres (La Gazzetta dello Sport): 1978, 1980, 1981, 1984 sowie Weltsportlerin des Jahres 1978